# Скоморохово (Переславский район)
Скоморохово (Паны) — деревня в Переславском районе Ярославской области на речке Черноголовке.

## История
Деревня Кистемского стана к селу Половецкому во владении Никитского монастыря. Запустело в 1611 году, все бывшие в ней 14 дворов сожгли и крестьян побили «литовские люди в осаде Никитского монастыря».
По переписной книге 1677 года Скоморохово показано деревней, в которой жили «монастырские работники иноземцы польского полону вкладные, что дал вкладу в Никитский монастырь Логин Иванов сын Аничков», их было 54 человек в 14 дворах, все они носили имена и отчества православных святцев и кто они были по происхождению — сказать трудно. С тех пор деревня получила второе название — Паны.
После секуляризации 1764 года деревня перешла в казну.
В память коронования Императорских Величеств «крестьянин деревни Скоморохова, Переславского уезда, Никита Трофимов соорудил в названной деревне каменную часовню, употребив на это из собственных средств до 1700 руб.» (Церковные ведомости, 1900, № 34 (19 августа), страница 310.)

## Известные жители
- Тихонов, Василий Михайлович (1898—1978) — директор Калужского и Тюменского государственных педагогических институтов.